# Archimbald IV van Bourbon
Archimbald IV van Bourbon bijgenaamd de Sterke (circa 1030 - 22 september 1095) was van 1078 tot aan zijn dood heer van Bourbon. Hij behoorde tot het huis Bourbon.

## Levensloop
Archimbald IV was de oudste zoon van heer Archimbald III van Bourbon en diens eerste echtgenote Beltrude. In 1078 volgde hij zijn vader op als heer van Bourbon.
Archimbald stond bekend als een ambitieus en gewelddadig heerser. Hij viel de landerijen van de proosdij Évaux binnen, wat hem in conflict bracht met de graven van Nevers en de aartsbisschop van Lyon. Ook werden de relaties met de priorij van Souvigny vijandig. De monniken van de priorij verweten Archimbald dat hij rechten van de priorij betwistte en royalty's opgelegd had aan de stad Souvigny. Ook had hij een dispuut met abt Hugo van Cluny, die hem een excommunicatie dreigde op te leggen. Uiteindelijk ging Archimbald akkoord om een vredesverdrag te onderhandelen met de abdij van Cluny. In september 1095 stierf hij tijdens de voorbereidende onderhandelingen. 
De disputen die Archimbald voerde, verhinderden hem niet om zijn gebieden uit te breiden, hoewel het meestal om enclaves ging.

## Huwelijk en nakomelingen
Archimbald IV was gehuwd met ene Beliarde, wier afkomst onbekend gebleven is. Ze kregen zeven kinderen:
- een anonieme dochter, gehuwd met heer Amelius van Chambon
- Archimbald V (1050-1096), heer van Bourbon
- Peter
- Bernard
- Aymon II (1055-1120), heer van Bourbon
- Ermengarde, huwde eerst met graaf Fulco IV van Anjou en daarna met heer Willem van Jaligny
- Ebbo